# Tenuipalpus geigeriae
Tenuipalpus geigeriae är en spindeldjursart som beskrevs av Meyer 1979. Tenuipalpus geigeriae ingår i släktet Tenuipalpus och familjen Tenuipalpidae. Inga underarter finns listade i Catalogue of Life.